# Hovid
Hovid är en tätort på Alnön i Sundsvalls kommun, Medelpad (Västernorrlands län). Samhället är beläget cirka 15 km nordöst om (centrala) Sundsvall, dit pendling förekommer. Invånarantalet var 216 år 2015.  

## Historia
Hovid var ett av många sågverkssamhällen som växte fram på Alnön under 1860-talet. Sågverket, som anlades 1860, var i drift till 1943.

### Befolkningsutveckling
| Befolkningsutvecklingen i Hovid 1950–2020 | Befolkningsutvecklingen i Hovid 1950–2020 | Befolkningsutvecklingen i Hovid 1950–2020 | Befolkningsutvecklingen i Hovid 1950–2020 | Befolkningsutvecklingen i Hovid 1950–2020 |
| ----------------------------------------- | ----------------------------------------- | ----------------------------------------- | ----------------------------------------- | ----------------------------------------- |
|                                           |                                           |                                           |                                           |                                           |
| År                                        |                                           |                                           | Folkmängd                                 | Areal (ha)                                |
| 1950                                      | 1950                                      |                                           | 849                                       |                                           |
| 1960                                      | 1960                                      |                                           | 390                                       |                                           |
| 1965                                      | 1965                                      |                                           | 291                                       |                                           |
| 1970                                      | 1970                                      |                                           | 242                                       |                                           |
| 1975                                      | 1975                                      |                                           | 227                                       |                                           |
| 1980                                      | 1980                                      |                                           | 229                                       |                                           |
| 1990                                      | 1990                                      |                                           | 232                                       | 45                                        |
| 1995                                      | 1995                                      |                                           | 219                                       | 35                                        |
| 2000                                      | 2000                                      |                                           | 215                                       | 35                                        |
| 2005                                      | 2005                                      |                                           | 229                                       | 35                                        |
| 2010                                      | 2010                                      |                                           | 225                                       | 35                                        |
| 2015                                      | 2015                                      |                                           | 216                                       | 53                                        |
| 2020                                      | 2020                                      |                                           | 218                                       | 54                                        |
|                                           |                                           |                                           |                                           |                                           |